# Agaciro Development Fund
Der Agaciro Development Fund (AGDF) ist Ruandas Staatsfonds, der 2011 beim neunten Nationalen Dialograt ins Leben gerufen und am 23. August 2012 von Präsident Paul Kagame offiziell eröffnet wurde. Der AGDF wurde eingerichtet, um öffentliche Ersparnisse aufzubauen, um Eigenständigkeit zu erreichen, in Zeiten nationaler Wirtschaftsschocks die Stabilität aufrechtzuerhalten und Ruandas sozioökonomische Entwicklungsziele zu beschleunigen.

## Geschichte
Die Gründung des Agaciro Development Fund geht auf das Jahr 2011 zurück, als sich Ruander beim neunten Umushyikirano (Nationaler Dialograt) unter dem Vorsitz von Präsident Paul Kagame trafen und die Idee zur Gründung eines Staatsfonds entwickelten. Präsident Kagame eröffnete den Fonds am 23. August 2012 offiziell. Der Name „Agaciro“ steht für „Würde, Selbstvertrauen und Selbstwertgefühl“.
Unter der Führung von Kagame wurde der Fonds eingerichtet, um öffentliche Ersparnisse aufzubauen, die Eigenständigkeit des Landes zu fördern, die Stabilität in Zeiten wirtschaftlicher Erschütterungen zu wahren und Ruandas sozioökonomische Entwicklungsziele zu beschleunigen.
2013 wurde der Fonds beim Rwanda Development Board als Corporate Trust Fund unter der Nummer 103050268 registriert. Der Fonds arbeitet gemäß Gesetz Nr. 20/2013 vom 25. März 2013, das die Gründung von Trusts und Treuhändern regelt, als Staatsfonds im vollständigen Eigentum der ruandischen Bevölkerung. Bei seiner Gründung bestand sein anfängliches Vermögen aus Beiträgen von Ruandern im In- und Ausland, der Privatwirtschaft und Freunden Ruandas. Die gesammelten Gelder wurden zunächst in staatlich ausgegebene Staatsanleihen und in Festgeldanlagen bei Banken investiert. Ab 2018 wurde der Fonds Anteilseigner verschiedener Unternehmen, eine Änderung zur ursprünglichen Zielsetzung des Fonds.
2022 investierte der AGDF rund 8 Millionen US-Dollar in die Eastern and Southern African Trade and Development Bank (TDB).

## Mitgliedschaften
Er ist Mitglied im International Forum of Sovereign Wealth Funds (IFSWF) und hat sich damit verbunden auch den Santiago-Prinzipien für angemessenes Handeln und ordentlicher Geschäftstätigkeit verschrieben.